# Vereinshaus (Radebeul)
Das heutige Vereinshaus ist ein ehemaliges Schulgebäude im Stadtteil Niederlößnitz der sächsischen Stadt Radebeul, das sich in der Dr.-Külz-Straße 4 befindet. Seit seinem Bau 1893 beherbergte es das Lehr- und Erziehungs-Institut mit Pension für Knaben, verkürzend auch Hoffmannsches Knabeninstitut bezeichnete, ein Progymnasium mit Pensionat. Um 1900 wurde noch die zehnklassige Höhere Lehranstalt für Töchter gebildeter Stände angegliedert. Nach der Wende wurde 1992 die letzte Schuleinrichtung verlegt und das Schulhaus ab Januar 1993 als Vereinshaus zum Sitz mehrerer örtlicher Vereine.

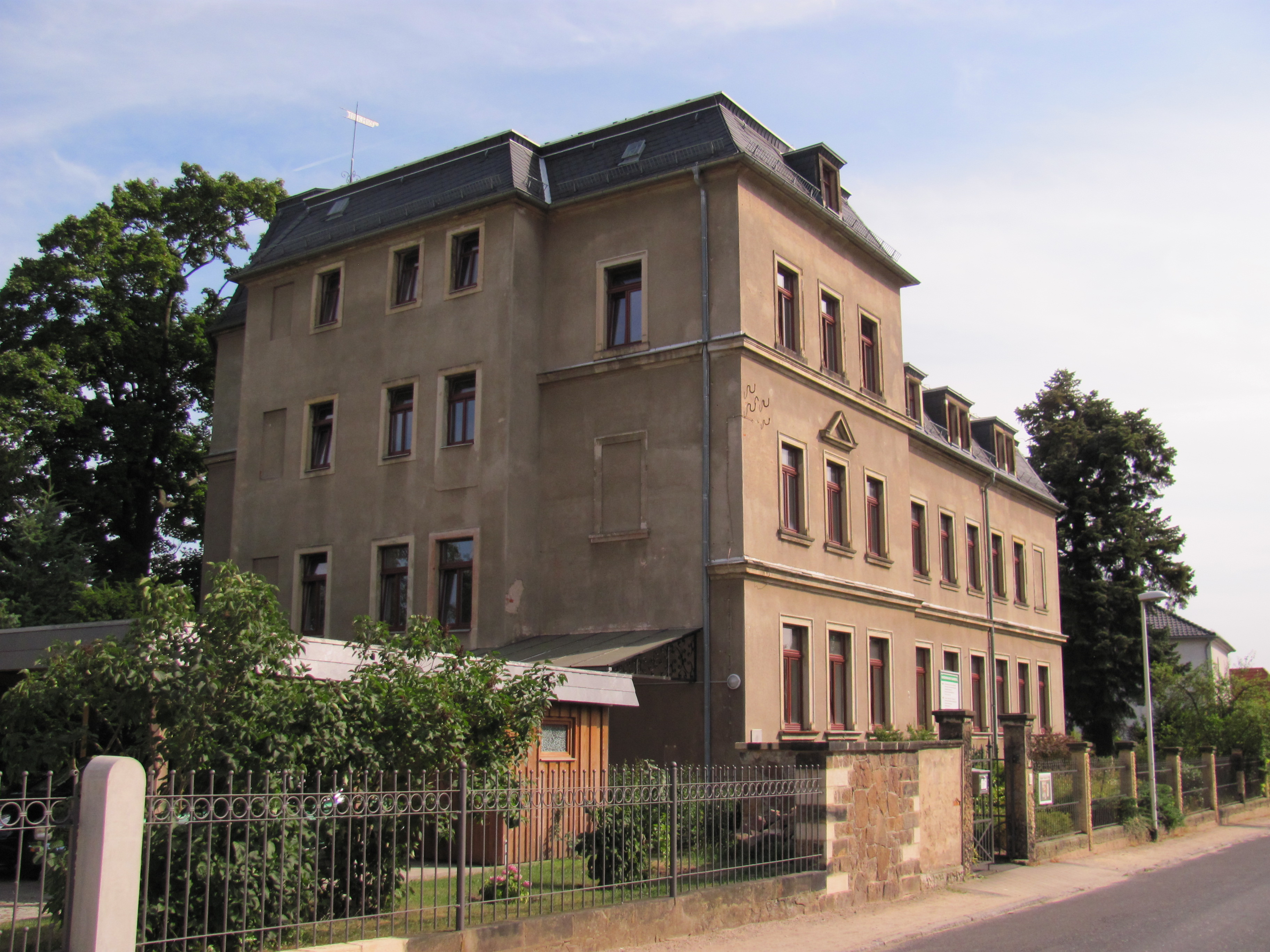
Vereinshaus von Norden

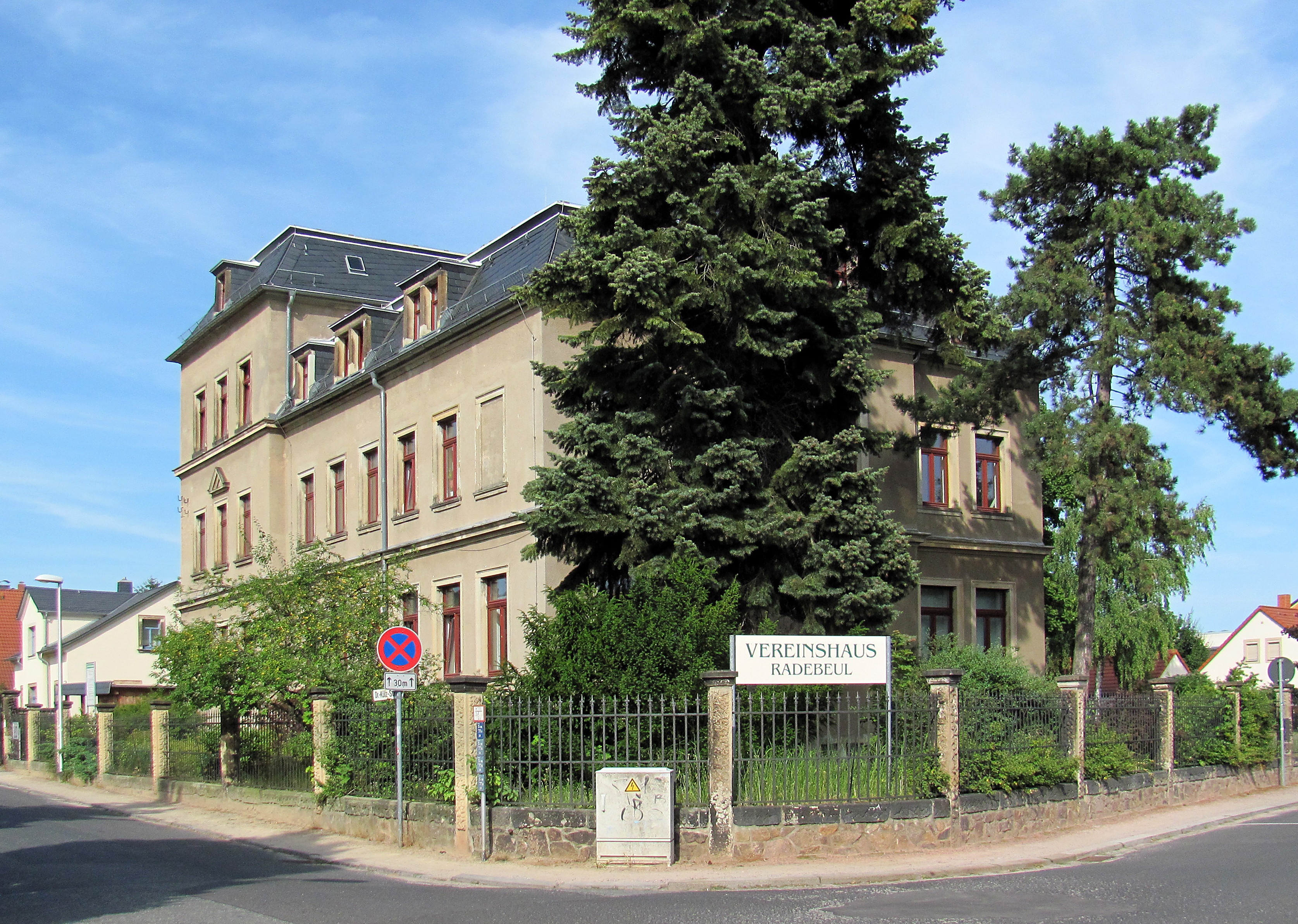
Vereinshaus von Süden

## Beschreibung
Das denkmalgeschützte ehemalige Schulgebäude ist ein Eckbau mit schiefergedeckten Plattformdächern, mit einem dreigeschossigen Flügel an der Dr.-Külz-Straße sowie einem zweigeschossigen Flügel an der Borstraße. Mittig in diesem steht ein einachsiger Risalit. Auf der Hofseite steht ein polygonaler Turm mit einem Pyramidenstumpfdach und einer Wetterfahne, in der sich das Monogramm von Hoffmann KH befindet sowie die Datierung auf 1893.
Der Putzbau wird durch Gesimse gegliedert, die sonstige Putzgliederung ist inzwischen stark vereinfacht. Die ehemalige Eckquaderung ist verschwunden.
Die Einfriedung ist ein Lanzettzaun mit Sandsteinpfeilern.

## Geschichte

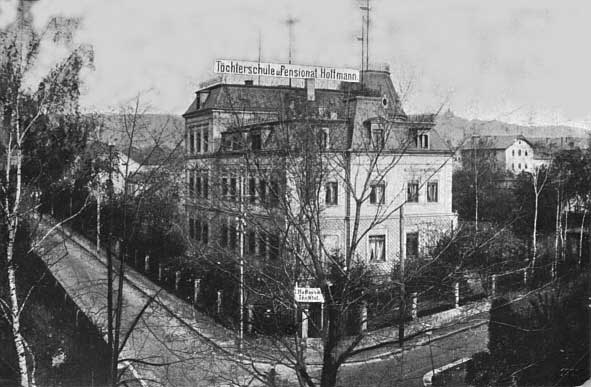
Töchterschule Hoffmann, Postkarte, um 1900

Der seit 1880 in der Lößnitz tätige Lehrer Konrad Hoffmann gründete im April 1884 in Niederlößnitz, in der ehemaligen Grünen Straße 4, eine Privatschule für Jungen im Alter von 6 bis 13 Jahren (später bis zum Alter von 15). Das Hoffmannsche Knabeninstitut war ein Progymnasium mit Pensionat, entsprach also einem Internat. Hoffmanns Schüler wurden dort auf den Besuch höherer Lehranstalten vorbereitet.
Der Fabrikant und Bauunternehmer Friedrich Ernst Kießling hatte auf dem an der Straßenecke gelegenen Grundstück nach eigenem Entwurf eine Villa errichtet, deren Baurevision im März 1888 erfolgte. Der Schuldirektor Hoffmann ließ das Gebäude durch den Architekten Adolf Neumann umbauen und aufstocken. 1893 war das Nachbargebäude an der Ecke zur Borstraße (ehemals Grüne Straße 2) bezugsfertig, und die Schuleinrichtung zog in das angemietete Gebäude um, das später auch erworben wurde.
Im Jahr 1905 gliederte Hoffmann noch die zehnklassige Höhere Lehranstalt für Töchter gebildeter Stände an, ebenfalls mit Mädchenpensionat. Das Haus erhielt nach einer Umnummerierung die Nr. 4.
Nach dem Ersten Weltkrieg musste die bis zuletzt von Hoffmann geleitete Schule ihren Betrieb einstellen, Hoffmann starb 1920. Im selben Jahr erwarb die Gemeinde Niederlößnitz das Schulhaus. Diese überließ das Gebäude dem von den Lößnitzortschaften getragenen, 1919 gegründeten Hilfsschulverband der Lößnitzgemeinden, der dort im Oktober 1921 die Hilfsschule für schwachbefähigte Kinder eröffnete. Diese Kinder wurden zunächst nur in zwei Klassenräumen unterrichtet. Von 1935 bis 1945 trug die Einrichtung den Namen des Kötzschenbrodaer Kirchschullehrers und Organisten Daniel Zieger (1643–1707).
Nach dem Zweiten Weltkrieg wurde daraus 1948 die dreistufige Zentralhilfsschule mit Internat, die ab 1950 mit insgesamt sechs Stufen auch für Coswig zuständig war. 1952/53 kamen weitere Klassenräume hinzu, 1955 wurde dort auch ein Schulhort eingerichtet. 1959 wurde die Schule zur Allgemeinbildenden Polytechnischen Hilfsschule Radebeul.
Nach der politischen Wende wurde die Schuleinrichtung zur Förderschule für Lernbehinderte, die wegen Platzmangels 1992 in die Räume der Rosegger-Schule verlegt wurde. Seit Januar 1993 ist das umgewandelte Schulhaus als Vereinshaus der Sitz mehrerer örtlicher Vereine und Initiativen.